# Reaumuria sogdiana
Reaumuria sogdiana är en tamariskväxtart som beskrevs av Vladimir Leontjevitj Komarov. Reaumuria sogdiana ingår i släktet Reaumuria och familjen tamariskväxter. Inga underarter finns listade.